# 科凡
科凡（法語：Kofan），是馬里的城鎮，位於該國西南部，由錫卡索區的錫卡索省負責管轄，面積283平方公里，海拔高度472米，2009年人口10,236，人口密度每平方公里36人。